# Copernician
Copernician-perioden är den senaste perioden i månens geologiska tidsskala och har pågått sedan 1100 miljoner år tillbaka. Månens inre aktivitet ökade under början av Copernician. Under denna period bildades stora kratrar med långa ljusa utskjutande stråk. Kratern Copernicus är ett utmärkt exempel. Dessa kratrar bildades någon gång under början av denna Copernician-perioden.